# Улрих I фон Кибург-Дилинген
Улрих I фон Кибург-Дилинген (на немски: Ulrich I von Dillingen-Kyburg; на латински: Udalricus eps Constantiensis; * ок. 1108; † 27 август 1127, манастир Санкт Мерген, Шварцвалд) е епископ на Констанц (1111 – 1127).

## Биография
Той е син на граф Хартман I фон Дилинген († 1120/1121) и съпругата му Аделхайд фон Винтертур-Кибург († 1118/сл. 1125), дъщеря на граф Адалберт II фон Винтертур († 1053).
През 1095 г. баща му и майка му основават августинския манастир „Нересхайм“ и през 1106 г. го правят бенедиктинско абатсво. Манастирът става домашен манастир и гробно място на фамилията на графовете на Дилинген.
Вероятно Улрих I фон Кибург-Дилинген първо е каноник в августинския манастир Марбах в Елзас. През 1111 г. Хайнрих V го прави епископ на Констанц. Едва след смъртта на папа Паскалий II (1118) той е ръкоположен от архиепископа на Милано.
Около 1120 г. Улрих I построява замък „Кастел“ близо до Констанц. Той подготвя канонизирането за Светия през 1123 г. на епископ Конрад, който е от 935 до 976 г. епископ на Констанц.
През 1125 г. Улрих I основава августинския манастир „Св. Улрих и Афра“ в Кройцлинген в Швейцария и му дарява свои имоти.